# 卡索拉-迪那波利
卡索拉-迪那波利（義大利語：Casola di Napoli），是意大利坎帕尼亞大區那不勒斯廣域市的一个市镇。总面积2平方公里，人口3810人，人口密度1905.0人/平方公里（2009年）。ISTAT代码为063022。